# Hashem Aghajari
Hashem Aghajari (in persiano هاشم آقاجری‎; 1957) è uno storico e giornalista iraniano.

## Biografia
È veterano della guerra con l'Iraq dove ha perso la gamba destra, amputatagli all'altezza del ginocchio.
Rivoluzionario della prima ora in appoggio alla Rivoluzione islamica, ben presto si è spostato su posizione critiche verso il nuovo regime, diventando uno dei leader degli intellettuali riformisti del suo paese.
Il 19 giugno 2002, quando era direttore del dipartimento di Storia dell'Università di pedagogia di Teheran, tenne un pubblico discorso agli studenti della città di Hamadan per commemorare il 25º anniversario dalla morte di Ali Shari'ati, uno dei massimi ideologi del movimento islamico prima della rivoluzione del 1979. Nel discorso espresse idee fortemente critiche verso il clero sciita ed il fondamentalismo islamico: attraverso il pensiero di Shari'ati auspicava una riforma dell'Islam sul modello del protestantesimo cristiano e che i religiosi non ricoprissero più il ruolo di mediatori tra Dio e i suoi fedeli. Queste sue affermazioni gli costarono, però, una condanna a morte per blasfemia, pena poi commutata in otto anni di carcere duro (la pena accessoria comminatagli insieme a quella di morte) dopo proteste studentesche e la solidarietà espressa da intellettuali e parlamentari.
Il 31 luglio 2004 Aghajari è stato rilasciato dopo due anni di battaglie legali con i giudici e continue manifestazioni di massa degli studenti.

## Il discorso
Commemorando il 25º anniversario della scomparsa di Ali Shari'ati, uno dei massimi ideologi del movimento islamico prima della rivoluzione del 1979, di fronte ad un pubblico di studenti riunito ad Hamadan Hashem Aghajari tra l'altro afferma
:

## La vicenda giudiziaria
Di seguito sono presentate le tappe principali della vicenda giudiziaria

- 19 giugno 2002: Aghajari tiene il suo discorso agli studenti di Hamadan
- 13-14 luglio 2002: Aghajari compare davanti alla corte per rispondere del suo discorso e gli è imposta una cauzione di 2 milioni di riyal
- 8 agosto 2002: Aghajari è arrestato ed imprigionato ad Hamadan dopo le violente proteste sul suo discorso comparse su diversi organi di informazione
- 6 novembre 2002: il tribunale condanna Aghajari all'impiccagione per "insulto ai profeti". Gli è anche data la pena accessoria di 74 frustate, 8 anni di esilio in provincia e 10 anni di interdizione dall'insegnamento. Lo stesso giorno il parlamento (controllato dai riformisti) approva una legge che limita il potere di veto dei conservatori per i candidati ai pubblici uffici.
- 7 novembre 2002: Amnesty International pubblica un appello per effettuare pressioni sul governo iraniano per "sospendere la condanna a morte insieme a quelle accessorie".[6]
- 9 novembre 2002: cominciano le proteste studentesche a favore di Aghajari con circa 400 attivisti che si riuniscono nell'Università di Tehran.
- 10 novembre 2002: il parlamento adotta una legge che concede al presidente Khatami più potere di fronte al potere giudiziario che aveva preso di mira molti suoi alleati. In una lettera aperta, 178 deputati chiedono al capo del sistema giudiziario Ayatollah Mahmud Hashemi-Shahrudi di impugnare il verdetto e liberare Aghajari. All'università di Tehran circa 1.200 studenti tengono una manifestazione per protestare contro "il verdetto medioevale" e firmando una petizione che inviano a Shahrudi.
- 11 novembre 2002: è rigettando la richiesta di revisione. Circa 2.000 studenti universitari sfilano in segno di protesta. L'Ayatollah Ali Khamenei interviene minacciando di ricorrere alla "forza del popolo" ed avverte i giudici "di fare attenzione all'atteggiamento dell'apparato giudiziario, soprattutto per quanto riguarda le sentenze e la condotta delle corti, al fine di evitare di "fornire pretesti" ai nemici della Repubblica islamica.
- 12 novembre 2002: la protesta studentesca assume una valenza politica quando 3000 attivisti si riuniscono all'Università di Tehran e gridano slogan come "morte al dispotismo". Aghajari appare provato dopo 10 mesi di isolamento assoluto
- 13 novembre 2002: l'avvocato di Aghajari afferma che il suo cliente è "pronto a morire" ed in segno di sfida ha rifiutato di proporre appello contro la sentenza. Khatami interrompe il suo silenzio sul caso, giudicando il verdetto "inappropriato" ed affermando che "la pena di morte non è applicabile e non sarà applicata". Circa 2.500 studenti si riuniscono all'Università Amir Kabir di Tehran per ascoltare una serie di discorsi di leader studenteschi attivisti riformisti mentre la polizia e reparti anti-sommossa li controllano con discrezione dalla strada di fronte. Il giudice Rameżāni che aveva emesso la sentenza la difende in televisione.
- 15 novembre 2002: centinaia di dimostranti conservatori invocano l'esecuzione di Aghajari sfilando dopo la preghiera del venerdì.
- 16 novembre 2002: l'Ayatollah Ruhollah Khomeini, nipote di Ruhollah Khomeyni, un esponente dei conservatori, si esprime contro Aghajari. Altri studenti sfilano a favore di Aghajari a Tehran ed in altre università.
- 17 novembre 2002: Mehdi Karubi, presidente del parlamento, annuncia che l'Ayatollah Ali Khamenei, il capo della Corte Suprema dell'Iran, riesaminerà il verdetto. Sarà condannato alle sole pene accessorie.
- 2 dicembre 2002: l'avvocato di Aghajari afferma di voler presentare appello anche senza il consenso del suo cliente
- febbraio 2003: la Corte Suprema richiede la revisione del processo perché, come afferma un portavoce, in prima istanza c'erano state inadempienze formali.
- maggio 2003: Aghajari rifiuta di presenziare alla prima seduta del suo processo che si tiene sempre a Hamadan.
- giugno 2003: in occasione di una dimostrazione pro-riforme tenutasi a Tehran, si diffonde la notizia che Aghajari è tra i 250 intellettuali firmatari di una dichiarazione che accusa i religiosi al potere di mettersi al posto di Dio.
- 16 luglio 2004: si tiene un nuovo processo presso il tribunale "Dadsaraay-e-Omouni” di Teheran. Insieme alla madre, alla moglie ed alla figlia, in aula sono presenti molti rappresentanti riformisti per attestare la loro solidarietà a Aghajari (tra questi Mohsen Kadivar e Ebrahim Yazdi). Aghajari appare visibilmente provato dai 10 mesi di isolamento completo in cui era tenuto.
- 31 luglio 2004: Aghajari è rilasciato dopo due anni di battaglie legali con i giudici e manifestazioni degli studenti

## Premi ed onorificenze
- Premio Jan Karski per il coraggio morale (2003)